# Antonio Carreras Panchón
Antonio Carreras Panchón es un médico e historiador de la medicina español.

## Biografía
Estudió la Licenciatura en Cirugía y Medicina en la Universidad de Salamanca, donde también se licenció en Historia. Realizó su tesis doctoral junto a Luis Granjel, que defendió en 1974 con el título "Las epidemias de peste en la España renacentista". Así, se especializó en Historia de la Medicina, especialmente de la Edad Moderna. Fue profesor agregado de la disciplina en la Universidad Complutense de Madrid (1994-1996) y consiguió la cátedra de la Universidad de Málaga en 1981. Desde 1987 sucedió a Granjel en la Universidad de Salamanca.
Fue profesor visitante en la Universidad de la Sapienza de Roma y en la Universidad Central de Venezuela. Entre otros cargos académicos, fue presidente de la Sociedad Española de Historia de la Medicina (1996-2000).

## Obra
Aunque ha abarcado también algún tema sobre la medicina contemporánea, su área de especialización principal ha sido la Medicina, la salud y la enfermedad durante la Edad Moderna. 

### Libros
- Literatura médica sobre la peste en la España renacentista. Salamanca: Instituto de Historia de la Medicina Española, 1974.
- La peste y los médicos en la España del Renacimiento. Salamanca: Instituto de Historia de la Medicina Española, 1976.
- El problema del niño expósito en la España ilustrada. Salamanca: Ediciones del Seminario de Historia de la Medicina Española, 1977.
- Miasmas y retrovirus: cuatro capítulos de la historia de las enfermedades transmisibles. Barcelona: Fundación Uriach, 1983.
- Joaquín de Villalba y los orígenes de la historiografía médica española. Málaga: Universidad de Málaga, 1984.
- (en colaboración con Mercedes Granjel) Solano de Luque y la esfigmología ilustrada. Málaga: Universidad de Málaga, 1986.
- (coordinador) Guía práctica para la elaboración de un trabajo científico. Bilbao: Cita, 1994.

### Edición de textos
- Noticias de el caphe, de Juan de Tariol, Madrid: Fundación de Ciencias de la Salud, 1994.